# بوروق
بوروق (به لاتین: Buruq) یک منطقه مسکونی در جمهوری آذربایجان است که در شهرستان لریک واقع شده است. بوروق ۳۷۰ نفر جمعیت دارد.

## ریشه واژه
نام این روستا در زبان تالشی به‌معنی مکان گرم یا جنوب است.